# San Juan Antiguo
San Juan Antiguo (no confundir con el casco antiguo del Viejo San Juan), es un barrio ubicado en el municipio de San Juan en el estado libre asociado de Puerto Rico que se compone del centro tradicional principal del Viejo San Juan y Puerta de Tierra.
En el Censo de 2010 tenía una población de 11.022 habitantes y una densidad poblacional de 1.041,31 personas por km². San Juan Antiguo se ubica dentro de la «Isleta de San Juan». 

## Geografía
San Juan Antiguo se encuentra ubicado en las coordenadas 18°28′00″N 66°6′29″O / 18.46667, -66.10806. Según la Oficina del Censo de los Estados Unidos, San Juan Antiguo tiene una superficie total de 6.8 km², de la cual 2.63 km² corresponden a tierra firme y (61.29%) 4.17 km² es agua.

## Demografía
Según el censo de 2010, había 7.085 personas residiendo en San Juan Antiguo. La densidad de población era de 1.041,31 hab./km². De los 7.085 habitantes, San Juan Antiguo estaba compuesto por el 73.03% blancos, el 17.35% eran afroamericanos, el 0.38% eran amerindios, el 0.4% eran asiáticos, el 6.52% eran de otras razas y el 2.33% pertenecían a dos o más razas. Del total de la población el 93.76% eran hispanos o latinos de cualquier raza.

## Sub-barrios
San Juan Antiguo se divide en siete sectores conocidos como «sub-barrios» del antiguo municipio de San Juan.
- Viejo San Juan:

- Ballajá
- Catedral
- Marina
- Mercado
- San Cristóbal
- San Francisco

- Puerta de Tierra

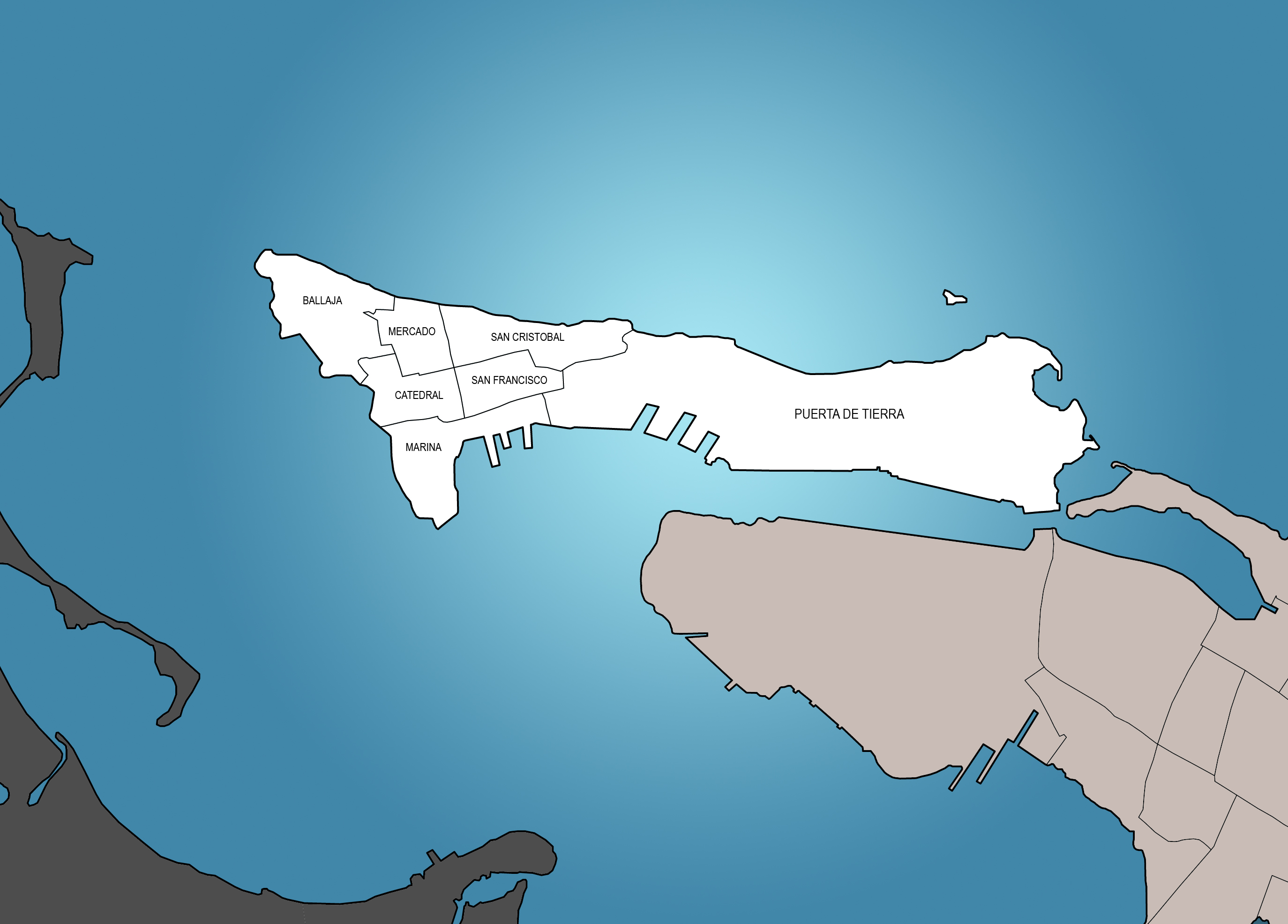
Sub-barrios de San Juan Antiguo